# Serednevo (Rybinskij rajon, Oblast' di Jaroslavl')
Serednevo è un centro abitato della Russia.